# Ла Гулю
Ла Гулю (фр. La Goulue, рус. Большеротая, прожорливая), настоящее имя — Луиза Вебер (фр. Louise Weber), 13 июля 1866, Клиши-ла-Гаренн — 30 января 1929, Париж) — французская танцовщица, исполнительница канкана, модель Тулуз-Лотрека.

## Биография
Луиза Вебер родилась в еврейской семье выходцев из Эльзаса. Её мать держала в Клиши прачечную. В шестнадцатилетнем возрасте Луиза сама поступила на работу в прачечную в Rue de la Goutte d’Or. Однако все её помыслы были связаны с танцами; втайне от матери она заимствовала одеяния клиенток, оставленные для стирки и по вечерам направлялась в них танцевать в какой-нибудь из близлежащих клубов. Луиза работала также продавщицей цветов в парижских пассажах, выступала танцовщицей в небольших танцевальных залах парижских пригородов, затем танцевала в цирке и кафе на Монпарнасе, в том числе — в Клозери де Лила.
В 1889 году Шарль Зидлер пригласил её в только что открывшееся кабаре Мулен-Руж. Здесь она и начала впервые танцевать chahut (разновидность канкана) с Жюлем Ренодином (фр. Jules Renaudin), который днём торговал вином, а по ночам танцевал под сценическим псевдонимом Valentin le Désossé («Валентин бескостный»). Луиза имела обыкновение опустошать бокалы клиентов, за что и получила своё прозвище.
На тот момент Луизе было 23 года, и она была на редкость артистична и непосредственна. Именно ей принадлежит идея финальной концовки легендарного танца: кружась в бешеном ритме, в головокружительном прыжке вскидывать ногу и с визгом садиться на шпагат. Публика собиралась толпами, чтобы увидеть этот номер, который со временем лег в основу главного шоу «Мулен Руж».
В 1890 году «Мулен Руж» посетил будущий король Эдуард VII, сын знаменитой королевы Виктории. Следующий через Париж проездом, принц Уэльский заказал столик в кабаре, чтобы посмотреть знаменитый французский канкан. Ла Гулю, танцуя, узнала венценосную особу и без всяких колебаний крикнула ему, приветствуя: «О, Гэльский, с тебя шампанское!».
Ла Гулю познакомилась с Ренуаром, согласилась стать его моделью; он ввёл её в круг натурщиц, позировавших художникам и фотографам. Ашиль Дельме сделал с ней серию ню. Танцовщица стала синонимом канкана и Мулен-Руж, её называли королевой Монмартра. С 1893 года Ла Гулю выступала также в концертном зале Олимпия.
В 1895 году, известной и богатой, Ла Гулю покинула Мулен-Руж. В декабре 1895 года у нее рождается сын, Симон-Виктор. Отец остался неизвестным, но журналист Виктор Коллин дал ребенку свое имя. Большую часть своих капиталов Луиза вложила в балаган на ярмарочной площади. Друг танцовщицы, художник Анри Тулуз-Лотрек любезно согласился расписать декорации, и заведение открылось. Однако, публика, привыкшая к особой атмосфере кабаре, не проявила интереса к ярмарочному балагану. Несмотря на усилия Луизы сделать свое заведение максимально зрелищным — в ее репертуаре были и танец живота и состязания по французской борьбе и выступления в роли укротительницы хищников, она обанкротилась. 

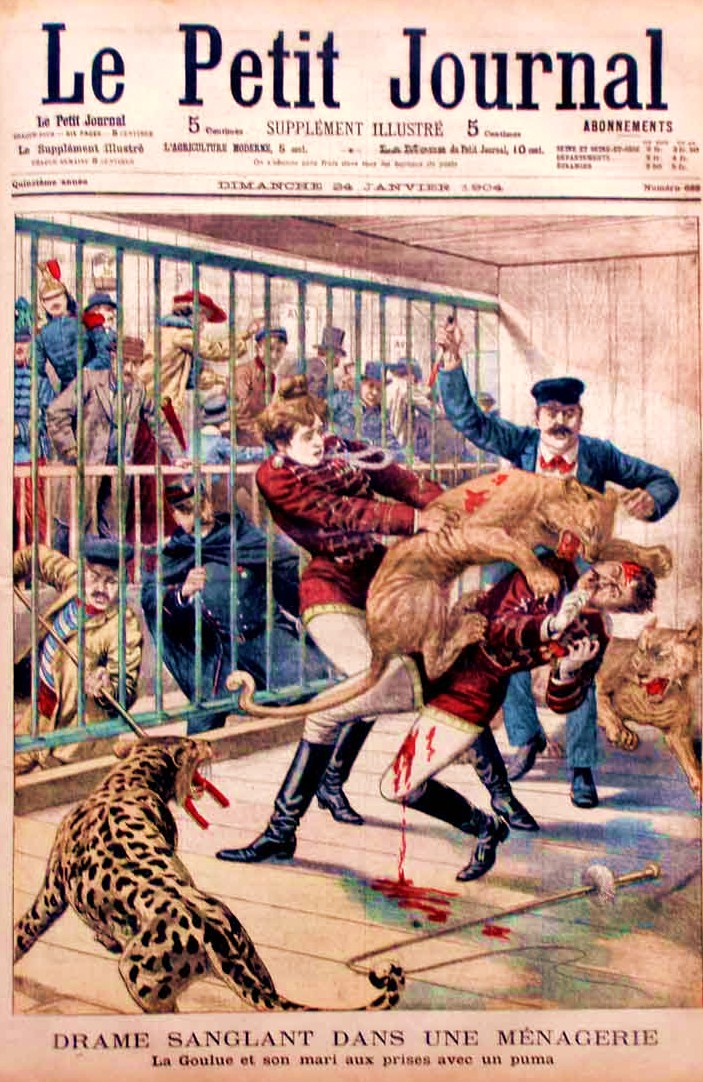
24 января 1904 года Ла Гулю и ее муж подверглись нападению пумы.

Вместе со своим мужем, фокусником Джозефом-Николя Дрокслере, Ла Гулю решает посвятить себя карьере дрессировщицы. Как пара укротителей, они принимают участие во всех главных цирковых шоу во Франции, таких как Fête à Neu-Neu и Foire du Trône. В 1904 и 1907 году во время выступления на них напали животные, и оба избежали смерти в самый последний момент.
Ла Гулю продолжают преследовать несчастья — ее муж погибает на Первой мировой войне, ее сын Виктор, которого она называла Бутон д'Ор, умирает в 1923 году в возрасте 27 лет. От отчаяния она начинает пить.
Некоторое время Ла Гулю подвизалась как актриса, в том числе в Théâtre des Bouffes du Nord, затем впала в депрессию и алкоголизм, часто болела, но пользовалась прежней славой: заходила по старой памяти в Мулен-Руж, давала автографы.
Жан Габен и Морис Шевалье приглашали её подняться на сцену и показаться публике. Ла Гулю жила в эти годы на Монмартре, в квартале Пигаль. Кинорежиссёр Жорж Лакомб снял её в короткометражном документальном фильме Зона (1928). В 1928 году Ля Гулю, обрюзгшая, в нищенской одежде, продавала орешки, сигареты и спички на углу улицы рядом с Мулен-Руж. Почти никто не узнавал её.
Страдая от водянки, Ла Гулю скончалась 30 января 1929 года в парижской больнице. Похоронена на кладбище Пантен. В 1992 году её останки по постановлению тогдашнего мэра Парижа Жака Ширака были с большой помпой перезахоронены на кладбище Монмартр.

## Воспоминания и образ в искусстве

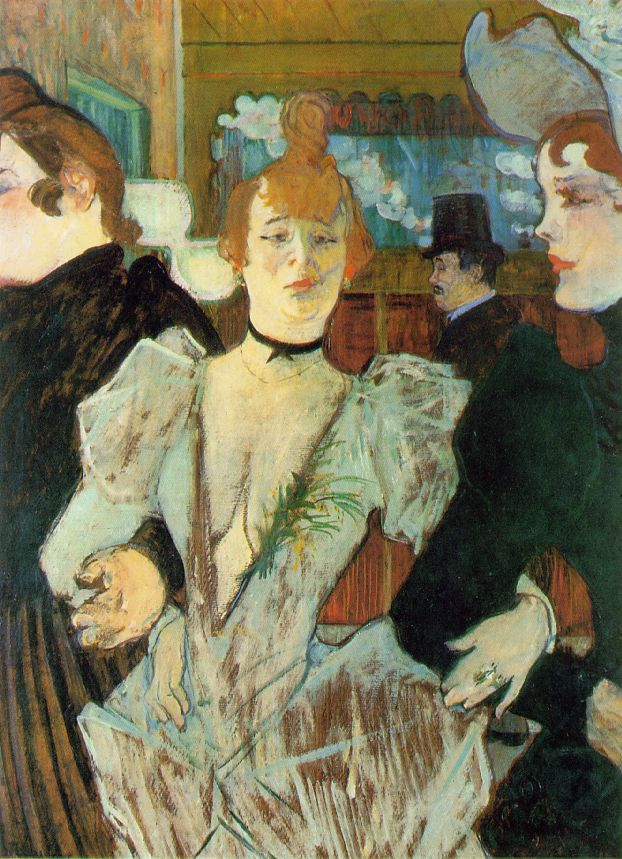
Тулуз-Лотрек. Ла Гулю у входа в Мулен-Руж, 1892

Немало страниц посвящено Ла Гулю в мемуарах Жанны Авриль. Её не раз изображал в своих рисунках и на афишах Тулуз-Лотрек. О Ла Гулю написан роман Эваны Анской (1989). Её воображаемые мемуары написал её правнук, актёр, певец и писатель Мишель Суве (1992, 1998, 2008).